# Energía en Afganistán

La mayor parte de la electricidad en Afganistán es importada.

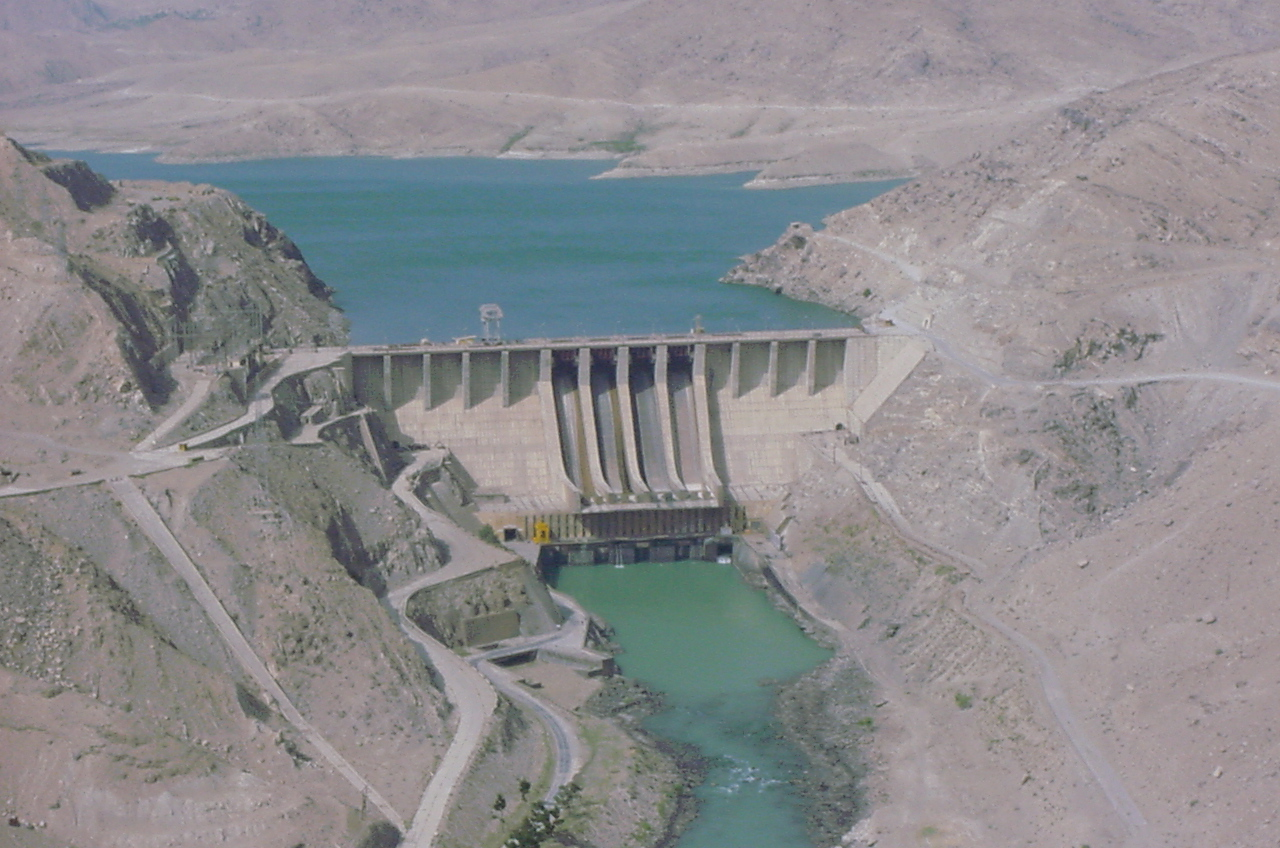
La presa de Naghlu en la provincia de Kabul, que es la presa más grande de Afganistán, genera 100 MW de energía eléctrica.

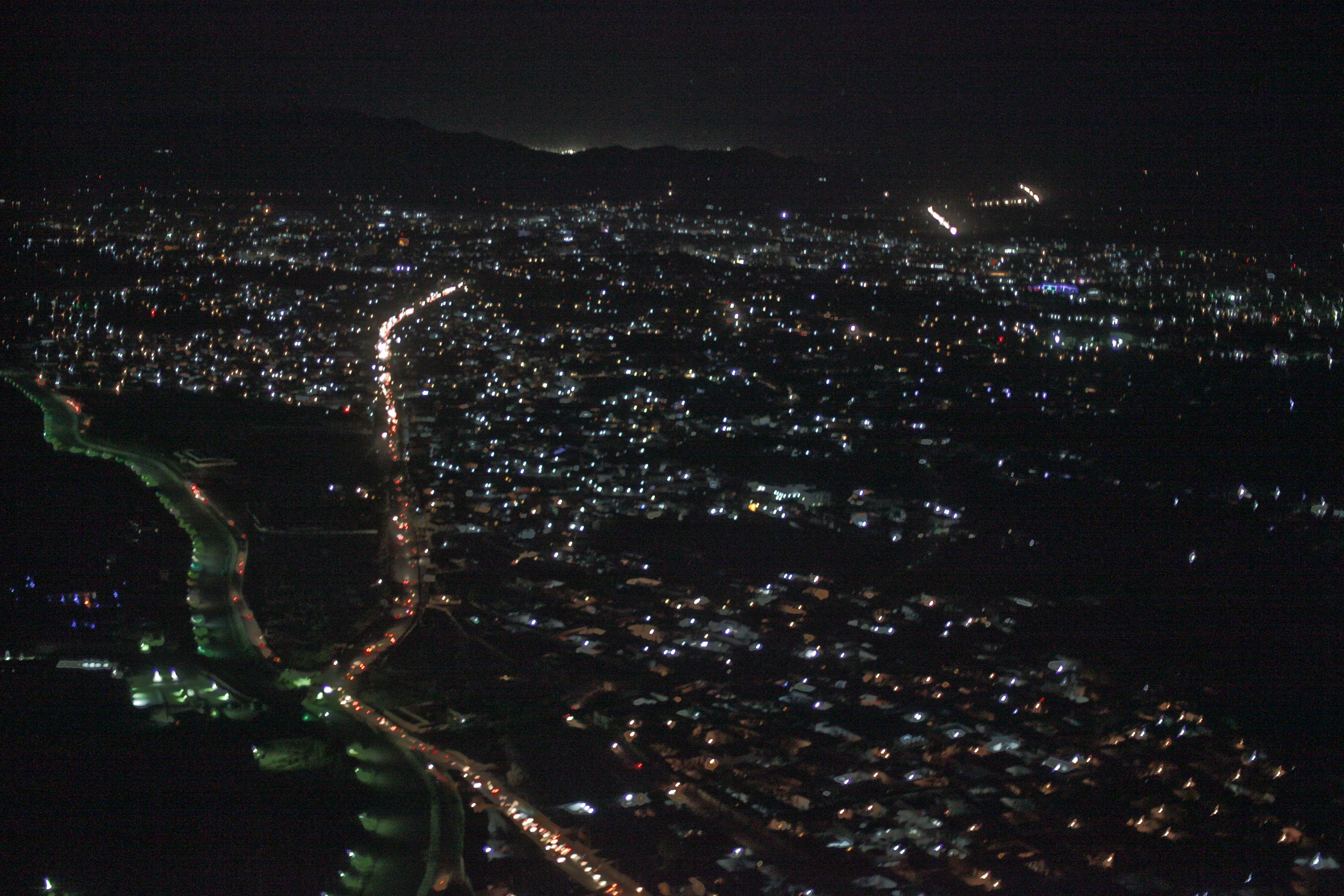
Fotografía aérea de Kandahar por la noche en 2011.

La Energía en Afganistán proviene de la energía hidroeléctrica seguida de los combustibles fósiles y la energía solar.  Según Da Afghanistan Breshna Sherkat (DABS), aproximadamente el 35% de la población de Afganistán tiene acceso a la electricidad. Esto cubre las principales ciudades del país. Muchas áreas rurales no tienen acceso a electricidad las 24 horas, pero esto debería cambiar después de que se complete el gran proyecto CASA-1000.
Afganistán genera actualmente más de 600 megavatios ( MW ) de electricidad a partir de sus diversas plantas hidroeléctricas, además de utilizar combustibles fósiles y paneles solares. Más de 670 MW más se importan de los vecinos Irán, Uzbekistán, Tayikistán y Turkmenistán.
Debido a la gran afluencia de expatriados de los vecinos Pakistán e Irán , Afganistán puede requerir hasta 7.000 MW de electricidad en los próximos años. La Estrategia Nacional de Desarrollo de Afganistán ha identificado la energía alternativa , como la energía eólica y solar, como una fuente de energía de alto valor para desarrollar. Como resultado, se han establecido varios parques solares y eólicos, y actualmente se están desarrollando más.

## Hidroelectricidad
Afganistán tiene el potencial de producir más de 23.000 MW de energía hidroeléctrica. Se construyeron varias plantas hidroeléctricas entre la década de 1950 y mediados de la de 1970, que incluían Naghlu en el distrito de Sarobi de la provincia de Kabul y Kajaki en la provincia de Helmand . Otras instalaciones hidroeléctricas que estaban en funcionamiento en 2002 incluían plantas en Puli Khumri , Darunta en la provincia de Nangarhar y una en Mazar-i-Sharif. También estaba en funcionamiento la presa Breshna-Koten Nangarhar, que tenía una capacidad de generación de 11,5 MW. Se planificó la construcción de dos centrales eléctricas más, con una capacidad combinada de 600 kW, en la ciudad de Charikar en la provincia de Parwan .
El sur de Afganistán ha carecido de la electricidad adecuada debido a problemas con la planta de energía Kajaki en Helmand, que ha sido dañada y abandonada durante muchos años. Recientemente se agregó una tercera turbina generadora. Esto agregó 16,5 MW a su capacidad de generación y, finalmente, proporcionó a las ciudades de Kandahar y Lashkar Gah, en el sur de Afganistán, alrededor de 10 horas de electricidad por día. La presa de la amistad entre Afganistán e India en la provincia de Herat , que produce 42 MW de electricidad, se inauguró en 2016. Se están construyendo otras mega presas de agua en diferentes partes del país.

### Importación de Electricidad
Afganistán importa actualmente más de 670 MW de electricidad de los vecinos Irán, Turkmenistán, Uzbekistán y Tayikistán. Esto le cuesta a Afganistán 280 millones de dólares anuales.

#### Uzbekistán
Las discusiones sobre el suministro de electricidad comenzaron en 2006, la construcción de una línea de transmisión de alto voltaje de 442 kilómetros (275 millas) de Uzbekistán a Afganistán se completó en octubre de 2008. Se extiende desde Kabul a través de cinco provincias afganas hacia la frontera del país con Uzbekistán, y se conecta al sistema de transmisión de electricidad de Uzbekistán. Se esperaba que el proyecto costara $ 198 millones [USD]. Las líneas de transmisión fueron financiadas conjuntamente por la India y el Banco Asiático de Desarrollo. Como resultado, a principios de abril de 2009, toda la ciudad capital de Kabul tenía electricidad las 24 horas, el aumento de energía ya ha marcado una diferencia para muchos afganos comunes. En 2011, la línea de 220 kV de Uzbekistán tenía una capacidad de casi 300 MW.

#### Tayikistán y Kirguistán
Una vez finalizado, el proyecto CASA-1000 de mil millones de dólares proporcionará 300 MW de electricidad a Afganistán, y los 1000 MW restantes se destinarán a Pakistán.

## Gas natural y Petróleo
El trabajo en el oleoducto Turkmenistán-Afganistán-Pakistán-India (TAPI) está en curso. Las reservas de gas natural se estimaron una vez en 140 mil millones de metros cúbicos. La producción comenzó en 1967 con 342 millones de metros cúbicos, pero había aumentado a 2.600 millones de metros cúbicos en 1995. En 1991, se descubrió un nuevo campo de gas en Chekhcha, provincia de Jowzjan. También se produjo gas natural en Sheberghan y Sar-e Pol. El gas natural fue la única exportación económicamente significativa de Afganistán en 1995, y se dirigió principalmente a Uzbekistán a través de gasoductos desde el norte de Afganistán, que en ese momento estaba controlado por Junbish-i-Milli. En 2002, otros campos de gas operativos estaban ubicados en Djarquduk , Khowaja Gogerdak y Yatimtaq , todos en la provincia de Jowzjan. En 2002, la producción de gas natural fue de 50 millones de metros cúbicos (1,77 mil millones de pies cúbicos).
Se informa que Afganistán tiene reservas de petróleo por un total de aproximadamente 1.900 millones de barriles. Se produce una pequeña cantidad de petróleo crudo en el campo Angot en la provincia norteña de Sar-e Pol. Se informó que otro pequeño campo petrolífero en Zomrad Sai cerca de Sheberghan estaba siendo reparado a mediados de 2001. Los productos del petróleo como el diésel, la gasolina y el combustible para aviones se importan de países vecinos, principalmente de Irán y países de Asia Central. Existe una pequeña instalación de almacenamiento y distribución en la ciudad de Jalalabad en la provincia de Nangarhar.

## Carbón
Se informa que Afganistán tiene reservas de carbón por un total de 100 a 400 millones de toneladas. Estas minas están ubicadas desde Badakhshan y se extienden hasta la provincia de Herat . El país tiene más de 11 reservas de carbón que incluyen lo siguiente:
- Provincia de Bamyan

1. Reservas de carbón de Ashposhta y Sarasia: 150 millones de toneladas
2. Reservas de carbón de Sarjungel y Sar Asia

- Provincia de Baglán

1. Reservas de carbón de Karkar
2. Reservas de carbón Dodkash

- Provincia de Samangan

1. Reservas de Dara e sof-Shabashak (muy alta calidad) 74 millones de toneladas
2. Darae e sof- Gola badri - Reservas de carbón de Keshine Mabayen Village y Balkhab District

- Provincia de Badakhshan

1. Kotal khaki - Reservas de carbón del distrito de Barf

- Provincia de Parwan

1. Reservas de carbón de la provincia de Farakort Gorband y del distrito de Gawoparan Surkhparsa

- Provincia de Herat

1. Reservas de carbón de Karukh: 15 millones de toneladas

- Provincia de Daikundi

1. Reservas de carbón del distrito de Lagharjoe - Kacharan

- Provincia de Uruzgan

1. Reservas de carbón del distrito de Mudakhil de la aldea de Kandalan

- Provincia de Paktia

1. Reservas de carbón de Khost y Paktia: 75 millones de toneladas

## Granjas solares y eólicas
Afganistán tiene el potencial de producir más de 222.000 MW de electricidad mediante el uso de paneles solares. En 1991, se completó una nueva instalación solar de 72 colectores en Kabul a un costo de $ 364 millones. La instalación calentó 40.000 litros de agua a una temperatura media de 60 °C durante todo el día. El uso de energía solar se está generalizando en Afganistán. Se han establecido parques solares en varias ciudades afganas. Las farolas que funcionan con energía solar se ven en todas las ciudades y pueblos afganos. Muchos habitantes de las zonas rurales del país también compran paneles solares y los utilizan.
El país también tiene el potencial de producir más de 66.000 MW de electricidad mediante la instalación y el uso de turbinas eólicas. El primer parque eólico se completó con éxito en la provincia de Panjshir en 2008, que tiene el potencial de producir 100 kW de energía. La Agencia de los Estados Unidos para el Desarrollo Internacional (USAID) se ha asociado con el Laboratorio Nacional de Energía Renovable para desarrollar un mapa eólico de la provincia de Herat. Han identificado aproximadamente 158.000 MW de potencia eólica potencial. La instalación de parques de turbinas eólicas en Herat podría proporcionar electricidad a la mayor parte del oeste de Afganistán. Los proyectos más pequeños son bombas eólicas que ya se han conectado a pozos de agua en varias aldeas de Herat, junto con depósitos para almacenar hasta 15 metros cúbicos de agua. El parque eólico de 300 kW en Herat se inauguró en septiembre de 2017.

## Biomasa y biogás
Además del viento y el sol, las posibles fuentes de energía alternativas para Afganistán incluyen la biomasa, el biogás y la energía geotérmica. Las plantas de biogás se alimentan de estiércol de animales y producen un combustible limpio, inodoro y sin humo. El proceso de digestión también crea un fertilizante de alta calidad que puede beneficiar a la granja familiar.
Las plantas de biogás de tamaño familiar requieren 50 kilogramos de estiércol por día para mantener a la familia promedio. Se requieren de cuatro a seis vacas para producir esta cantidad de estiércol, o de ocho a nueve camellos, o 50 ovejas / cabras. En teoría, Afganistán tiene el potencial de producir alrededor de 1.400 millones de metros cúbicos de biogás al año. Una cuarta parte de esta cantidad podría cubrir la mitad de las necesidades energéticas de Afganistán, según un informe de enero de 2011 del Laboratorio Nacional de Energía Renovable de Estados Unidos.

## Litio y Uranio
Afganistán tiene grandes cantidades de reservas de litio y uranio.

## Geotermia
Un área de gran potencial sin explotar se encuentra en la energía térmica encerrada dentro de la tierra en forma de magma o rocas calientes secas. La energía geotérmica para la generación de electricidad se ha utilizado en todo el mundo durante casi 100 años. Actualmente existe la tecnología para proporcionar electricidad de bajo costo a partir de los recursos geotérmicos de Afganistán, que se encuentran en las áreas del eje principal del Hindu Kush . Estos corren a lo largo del sistema de fallas de Herat, desde Herat hasta el corredor de Wakhan en las partes del norte de Afganistán.
Con el uso eficiente de los recursos naturales que ya abundan en Afganistán, las fuentes de energía alternativas podrían dirigirse al uso industrial, suplir las necesidades energéticas de la nación y construir la autosuficiencia económica.